# 交通大学总办公厅
总办公厅也称容闳堂，位于上海交通大学徐汇校区，1933年建成。该楼建筑面积为2,121平方米，共有62间房，造价为131,836.07元，为三层钢筋混凝土建筑，是上海交通大学的行政中心。建筑采用西方仿古典主义式样，以赭红色为主色调。该建筑的设计师为庄俊，门额上的“总办公厅”四字为胡汉民所题写。

## 历史
1930年代，交通大学的上院、中院皆以用作教学，缺乏行政用房，学校遂决定修建办公楼，时任校长的黎照寰请1929年曾在交通大学任教的上海著名建筑师庄俊进行设计。庄俊很快拿出了100余页的设计书，校方于1932年1月16日召开公务委员会议，进行审议并提出详细修改意见。
1932年4月28日，交通大学向铁道部申请10万元国币的款项，以在体育馆北面修建总办公厅。5月17日铁道部复函照准，但因“部款支绌”，一时难以筹措，遂同意学校贷款开工，并将所耗资金列入当年度经费预算的“临时”门。学校并向铁道部呈报了建筑设计图样和报价单，得到认可。此外，学校土木学院院长李谦若等人也提出了共14条修改意见，7月15日去函告知庄俊。
8月1日，交通大学连续五天在《申报》、《晨报》、《新闻报》上刊登招标告示，投标者有20多家建筑公司和营造厂，正式参与竞标的共有11家。8月9日开标，因出最低价者王连记手续不全，由次低价的张根记中标承建。电气设备、冷热水管和卫生设备于9月底开标，分别是信昌公司以6020两，安美公司以5614两、美金1941元中标。并在国外订购了大门门锁。所有款项向上海商业银行借贷，贷期一年，月息八厘。
1932年11月，总办公厅奠基，奠基石文字由铁道部部长顾孟余题写。关于楼名，校方办公会为纪念容闳博士，决定定名为“容闳堂”，但铁道部不认同，后经校方解释，铁道部表示同意。于是新建的办公楼上有“容闳堂”和“总办公厅”两个名称。1936年4月8日交通大学40周年校庆时，曾在容闳堂二楼揭幕和容闳先生铜像，后该铜像陈列于上海交通大学校史博物馆。
1933年3月6日，承建方宣布竣工，1933年3月30日上午9时半举行落成典礼，由管理学院院长钟伟成报告建设经过，建筑师庄俊授钥，容闳家属代表剪彩，校长黎照寰发表讲话。落成后，庄俊对建筑进行了检查并发现不少问题，呈报学校并要求改正后，6月16日方验收通过。
文化大革命期间，总办公厅曾被改名为“反修楼”。